# Lišice
Lišice (deutsch Lischitz) ist eine Gemeinde in Tschechien. Sie liegt fünf Kilometer nordwestlich von Chlumec nad Cidlinou und gehört zum Okres Hradec Králové.

## Geographie

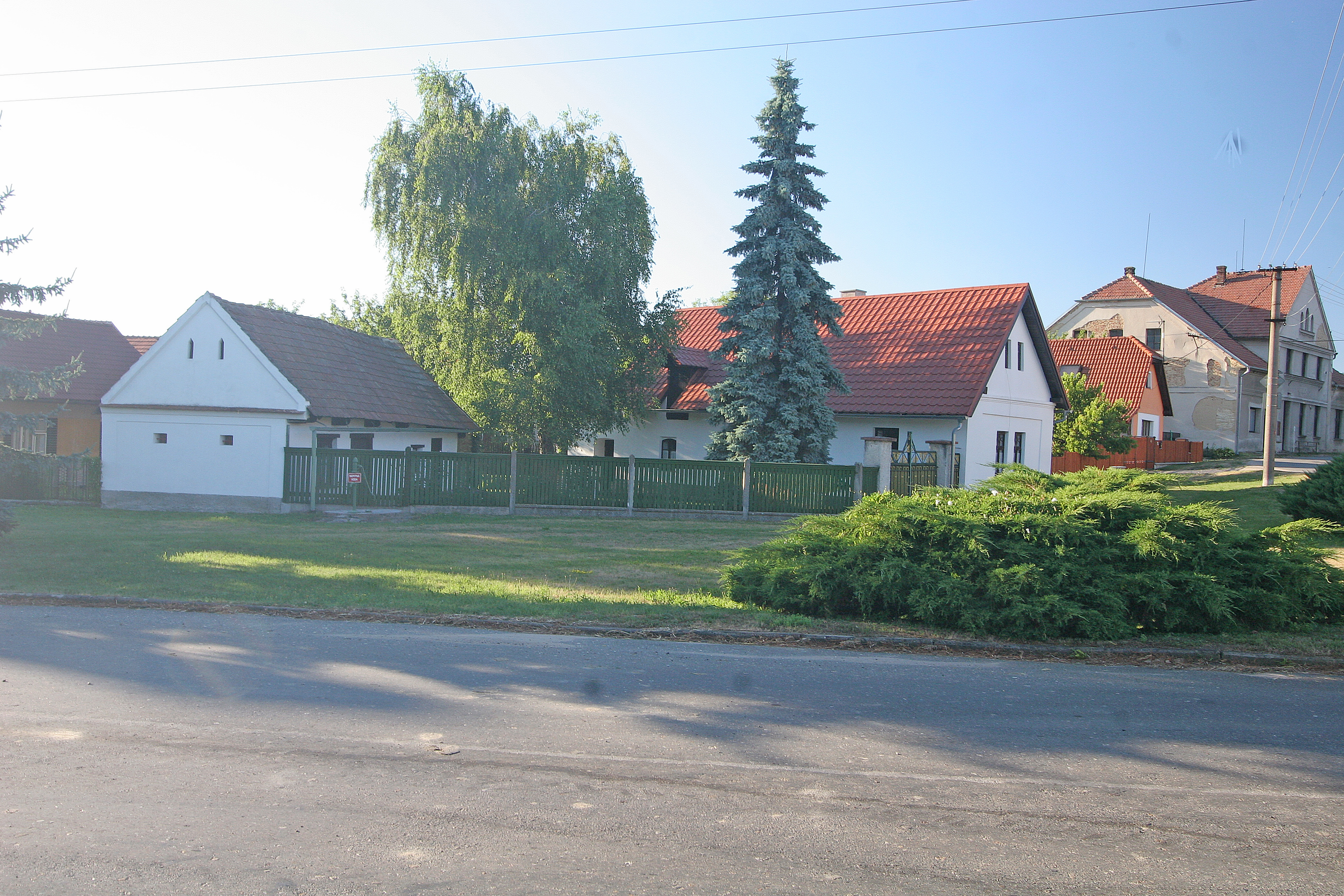
Lišice

Lišice befindet sich am Westhang des Hügels Lišický kopec (267 m) auf der Ostböhmischen Tafel. Nördlich erhebt sich der Vyšehrad (263 m). Im Nordosten liegt ein Militärgelände.
Nachbarorte sind Lužec nad Cidlinou und Žabí Lhotka im Norden, Nepolisy im Nordosten, Strašovka und Luhy im Osten, Chlumec nad Cidlinou im Südosten, Převýšov im Süden, Lovčice im Südwesten, Slibovice im Westen sowie Hlínov und Lišičky im Nordwesten.

## Geschichte
Die erste schriftliche Erwähnung von Lišice stammt aus dem Jahre 1394. Die Ansiedlung Lišičky wurde später auf der Fläche des Teiches Bořkovec angelegt. Lišice gehörte seit dem 14. Jahrhundert zur Herrschaft Žiželice und kam 1571 zur Herrschaft Chlumetz hinzu.
Nach der Aufhebung der Patrimonialherrschaften bildeten beide Orte ab 1850 unter dem Namen Velké a Malé Lišice eine politische Gemeinde im Bezirk Nový Bydžov. Seit 1897 lautet der Gemeindename Lišice. 1907 nahm in Lišice eine dreiklassige Schule den Unterricht auf.
Zum 1. Januar 1961 kam Lišice zum Okres Hradec Králové.
Im Militärgebiet zwischen Nepolisy, Lužec nad Cidlinou und Lišice befindet sich eine Radarstellung RAT 31-DL der tschechischen Armee, die in das gemeinschaftliche Luftabwehrsystem NATO Integrated Air Defence System (NATINADS) integriert ist.

## Gemeindegliederung
Für die Gemeinde Lišice sind keine Ortsteile ausgewiesen. Lišice besteht aus den Ortslagen Lišice (Groß Lischitz) und Lišičky (Klein Lischitz).

## Sehenswürdigkeiten
- Schloss Karlova Koruna, südöstlich des Dorfes

## Söhne und Töchter der Gemeinde
- Vincenc Beneš (1883–1979), kubistischer Maler